# Nannophrys naeyakai
Nannophrys naeyakai är en groddjursart som beskrevs av Fernando, Wickramasingha och Rodrigo 2007. Nannophrys naeyakai ingår i släktet Nannophrys och familjen Dicroglossidae. IUCN kategoriserar arten globalt som starkt hotad. Inga underarter finns listade i Catalogue of Life.